# Гордан Николић
Гордан Николић (Брус, 1968), у иностранству познат и као Gordan Nikolitch, српски је виолиниста. Био је концертмајстор Лондонског симфонијског оркестра скоро 20 година, а напустио је тај симфонијски оркестар 2017. године да би се концентрисао на наставу.

## Биографија
Почео је да свира виолину када му је било седам година, најпре са сестром, а затим у Школи за музичке таленте у Ћуприји. Од 1985. године похађа музички конзерваторијум (Musikhochschule) у Базелу, под виолинистом Жан-Жаком Канторовим, где је и дипломирао 1990. године. Радио је са многим познатим композиторима, а један од њих је био и Зоран Ерић. Као виолиниста био је награђиван: такмичење Паганини у Ђенови, такмичење Бреша и Хамел у Загребу. 1989. године постао је концертмајстор оркестра у Оверњ у Француској. Николић је био вођа низа оркестара широм Европе док 1997. године није постао концертмајстор Лондонског симфонијског оркестра. 2004. године постао је директор Холандског камерног оркестра у Амстердаму. Сарадњу је продужио до 2021. године.
Гордан Николић свира венецијанску виолину Groffriller из 1710. године.

## Дискографија
- Моцарт. Виолински концерти. Јулија Фишер, Гордан Николић, Питер-Јан Белдер, Ханс Мајер, Хере-Јан Стегенга, Јаков Креизберг, Холандски камерни оркестар. ПЕНТАТОНЕ ПТЦ 5186453. (2011)
- Моцарт. Клавирски концерти бр. 15 и 27. Мартин Хелмхен, Гордан Николић, Холандски камерни оркестар. ПЕНТАТОНЕ ПТЦ 5186508 (2013)
- Франц Шуберт. Симфоније бр. 4 и 5. Гордан Николић, Холандски камерни оркестар. ПЕНТАТОНЕ ПТЦ 5186340 (2009)
- Моцарт. Серенада у Д, КВ 250 "Хафнер". Гордан Николић, Холандски камерни оркестар. ПЕНТАТОНЕ ПТЦ 5186097 (2008)
- Моцарт. Клавирски концерти бр. 13 и 24. Гордан Николић, Мартин Хелмхен, Холандски камерни оркестар. ПЕНТАТОНЕ ПТЦ 5186305 (2007)
- Јозеф Хајдн. Симфонија бр. 100 "Војна" & Симфонија концертанте & Л'Изола дисабитата. Гордан Николић, Хере-Јан Стегенга, Тон Дурвиле, Маргрет Бонгерс, Холандски камерни оркестар. ПЕНТАТОНЕ ПТЦ 5186300 (2007)
- Моцарт. Симфонија концертанте К.364 & Рондо за виолину и оркестар К.373 & Концертоне К.190. Јаков Креизберг, Јулија Фишер, Гордан Николић, Ханс Мајер, Хере-Јан Стегенга, Холандски камерни оркестар. ПЕНТАТОНЕ ПТЦ 5186098 (2007)
- Бенџамин Бритн, Бела Барток, Карл Амадеус Хартман. Разни радови. Гордан Николић, Холандски камерни оркестар. ПЕНТАТОНЕ ПТЦ 5186056 (2005)